# Primera ronda de la clasificación de Concacaf para la Copa Mundial de Fútbol de 2006
La Primera ronda de la clasificación de Concacaf para la Copa Mundial de Fútbol de 2006 contó con la participación de las 20 peores selecciones de la CONCACAF divididas en 10 enfrentamientos a eliminación directa ida y vuelta.
Los ganadores de cada serie avanzan a la Segunda Ronda.

## Resultados
| Equipo 1                       | Agr. | Equipo 2               | Ida  | Vuelta |
| ------------------------------ | ---- | ---------------------- | ---- | ------ |
| Granada                        | 8–1  | Guyana                 | 5–0  | 3–1    |
| Bermudas                       | 20–0 | Montserrat             | 13–0 | 7–0    |
| Haití                          | 7–0  | Islas Turcas y Caicos  | 5–0  | 2–0    |
| Islas Vírgenes Británicas      | 0–10 | Santa Lucía            | 0–1  | 0–9    |
| Islas Caimán                   | 1–5  | Cuba                   | 1–2  | 0–3    |
| Aruba                          | 2–10 | Surinam                | 1–2  | 1–8    |
| Antigua y Barbuda              | 2–3  | Antillas Neerlandesas  | 2–0  | 0–3    |
| Dominica                       | 4–2  | Bahamas                | 1–1  | 3–1    |
| Islas Vírgenes Estadounidenses | 0–11 | San Cristóbal y Nieves | 0–4  | 0–7    |
| República Dominicana           | 6–0  | Anguila                | 0–0  | 6–0    |

## Partidos
| 28 de febrero de 2004 | Granada                                                             | 5–0     | Guyana | Grenada National Stadium, Saint George's, Grenada   |                                                     |
|                       | Bishop 34' · Phillip 39' · Augustine 72' · Modeste 81' · Rennie 91' | Reporte |        | Asistencia: 7000 espectadores Árbitro(s): Archundia | Asistencia: 7000 espectadores Árbitro(s): Archundia |

| 14 de marzo de 2004 | Guyana     | 1–3     | Granada                              | Blairmont Community Centre, Blairmont, Guyana     |                                                   |
|                     | Harris 29' | Reporte | Charles 15' · Roberts 69' · Bubb 87' | Asistencia: 1200 espectadores Árbitro(s): Quesada | Asistencia: 1200 espectadores Árbitro(s): Quesada |

| 29 de febrero de 2004 | Bermudas | 13–0    | Montserrat | Bermuda National Stadium, Hamilton, Bermudas      |                                                   |
|                       | Ming 15' 20' 50' · Nusum 15' 54' 60' · Smith 36' · Bean 41' 52' · Steede 43' · Wade 77' · Simons 83' · Burgess 87' | Reporte |            | Asistencia: 3000 espectadores Árbitro(s): Kennedy | Asistencia: 3000 espectadores Árbitro(s): Kennedy |

| 21 de marzo de 2004 | Montserrat | 0–7     | Bermudas                                                       | Blakes Estate Stadium, Lookout, Montserrat       |                                                  |
|                     |            | Reporte | Hill 15' · Nusum 21' 44' · Bean 29' · Smith 45' 46' · Ming 76' | Asistencia: 250 espectadores Árbitro(s): Charles | Asistencia: 250 espectadores Árbitro(s): Charles |

| 18 de febrero de 2004 | Haití                                            | 5–0     | Islas Turcas y Caicos | Orange Bowl, Miami, Estados Unidos              |                                                 |
|                       | Peguero 6' · Descouines 43' 45' 50' · Wadson 71' | Reporte |                       | Asistencia: 3000 espectadores Árbitro(s): Stott | Asistencia: 3000 espectadores Árbitro(s): Stott |

| 21 de febrero de 2004 | Islas Turcas y Caicos | 0–2     | Haití                                | Ted Hendricks Stadium, Hialeah, Estados Unidos       |                                                      |
|                       |                       | Reporte | Roody 10' (pen.) · Harvey 41' (a.g.) | Asistencia: 3000 espectadores Árbitro(s): Valenzuela | Asistencia: 3000 espectadores Árbitro(s): Valenzuela |

| 22 de febrero de 2004 | Islas Vírgenes Británicas | 0–1     | Santa Lucía | AO Shirley Recreation Ground, Road Town, Islas Vírgenes Británicas |                                                  |
|                       |                           | Reporte | Elva 55'    | Asistencia: 800 espectadores Árbitro(s): Stewart                   | Asistencia: 800 espectadores Árbitro(s): Stewart |

| 28 de marzo de 2004 | Santa Lucía                                                                                    | 9–0     | Islas Vírgenes Británicas | Vieux Fort National Stadium, Vieux Fort, Santa Lucia |                                                     |
|                     | Emmanuel 13' (pen.) 66' · Joseph 26' · Jean 28' 52' · Skeete 49' 55' · Elva 69' · Baptiste 90' | Reporte |                           | Asistencia: 665 espectadores Árbitro(s): Corrivault  | Asistencia: 665 espectadores Árbitro(s): Corrivault |

| 22 de febrero de 2004 | Islas Caimán | 1–2     | Cuba                  | Truman Bodden Stadium, George Town, Islas Caimán  |                                                   |
|                       | Elliot 72'   | Reporte | Moré 53' · Marten 89' | Asistencia: 1789 espectadores Árbitro(s): Sibrian | Asistencia: 1789 espectadores Árbitro(s): Sibrian |

| 27 de marzo de 2004 | Cuba            | 3–0     | Islas Caimán | Estadio Pedro Marrero, La Habana, Cuba              |                                                     |
|                     | Moré 7' 50' 66' | Reporte |              | Asistencia: 3500 espectadores Árbitro(s): Rodríguez | Asistencia: 3500 espectadores Árbitro(s): Rodríguez |

| 28 de febrero de 2004 | Aruba        | 1–2     | Surinam                          | Estadio Guillermo Próspero Trinidad, Oranjestad, Aruba |                                                  |
|                       | Escalona 89' | Reporte | Felter 54' (pen.) · Zinhagel 63' | Asistencia: 2108 espectadores Árbitro(s): Moreno       | Asistencia: 2108 espectadores Árbitro(s): Moreno |

| 27 de marzo de 2004 | Surinam                                                                           | 8–1     | Aruba        | André Kamperveen Stadion, Paramaribo, Surinam         |                                                       |
|                     | Kinsaini 6' 49' · Loswijk 14' · Felter 18' 65' 66' · Sandvliet 42' · Zinhagel 90' | Reporte | Escalona 24' | Asistencia: 4000 espectadores Árbitro(s): Prendergast | Asistencia: 4000 espectadores Árbitro(s): Prendergast |

| 18 de febrero de 2004 | Antigua y Barbuda        | 2–0     | Antillas Neerlandesas | Antigua Recreation Ground, Saint John, Antigua y Barbuda |                                                   |
|                       | Roberts 39' · Clarke 89' | Reporte |                       | Asistencia: 1500 espectadores Árbitro(s): Navarro        | Asistencia: 1500 espectadores Árbitro(s): Navarro |

| 31 de marzo de 2004 | Antillas Neerlandesas               | 3–0 | Antigua y Barbuda | Stadion Ergilio Hato, Willemstad, Antillas Neerlandesas |                                                 |
|                     | Siberie 27' · Martha 46' · Hosé 48' |     |                   | Asistencia: 9000 espectadores Árbitro(s): Piper         | Asistencia: 9000 espectadores Árbitro(s): Piper |

| 26 de marzo de 2004 | Dominica   | 1–1     | Bahamas     | Thomas Robinson Stadium, Nassau, Bahamas            |                                                     |
|                     | Horton 66' | Reporte | Casimir 88' | Asistencia: 800 espectadores Árbitro(s): Mark Forde | Asistencia: 800 espectadores Árbitro(s): Mark Forde |

| 28 de marzo de 2004 | Bahamas  | 1–3     | Dominica                     | Thomas Robinson Stadium, Nassau, Bahamas        |                                                 |
|                     | Jean 67' | Reporte | Casimir 39' 86' · Peters 85' | Asistencia: 900 espectadores Árbitro(s): Pineda | Asistencia: 900 espectadores Árbitro(s): Pineda |

| 18 de febrero de 2004 | Islas Vírgenes de los Estados Unidos | 0–4     | San Cristóbal y Nieves                 | Lionel Roberts Park, Charlotte Amalie, Islas Vírgenes Estadounidenses |                                                 |
|                       |                                      | Reporte | Higgins 26' · Lake 50' 64' · Isaac 62' | Asistencia: 225 espectadores Árbitro(s): Brizan                       | Asistencia: 225 espectadores Árbitro(s): Brizan |

| 31 de marzo de 2004 | San Cristóbal y Nieves                  | 7–0     | Islas Vírgenes de los Estados Unidos | Warner Park, Basseterre San Cristóbal y Nieves   |                                                  |
|                     | Lake 8' 38' 46' 56' 77' · Isaac 80' 90' | Reporte |                                      | Asistencia: 800 espectadores Árbitro(s): Recinos | Asistencia: 800 espectadores Árbitro(s): Recinos |

| 19 de marzo de 2004 | República Dominicana | 0–0     | Anguila | Estadio Olímpico Juan Pablo Duarte, Santo Domingo, República Dominicana |                                                 |
|                     |                      | Reporte |         | Asistencia: 400 espectadores Árbitro(s): Mattus                         | Asistencia: 400 espectadores Árbitro(s): Mattus |

| 21 de marzo de 2004 | Anguila | 0–6     | República Dominicana                                                  | Estadio Olímpico Juan Pablo Duarte, Santo Domingo, República Dominicana |                                                 |
|                     |         | Reporte | Zapata 15' · Severino 38' 61' (pen.) · Contrera 57' 90' · Casquez 77' | Asistencia: 850 espectadores Árbitro(s): Porras                         | Asistencia: 850 espectadores Árbitro(s): Porras |